# Závišínský potok (přírodní památka)
Závišínský potok je přírodní památka ve správním území města Bělčice v okrese Strakonice. Chráněné území tvoří údolní niva Závišínského potoka s rybníkem Luh přibližně mezi vesnicemi Újezdec a Záhrobí. Předmětem ochrany je výskyt ohrožených druhů živočichů, ke kterým patří rak říční, vranka obecná, mihule potoční, ledňáček říční a vydra říční.

## Historie
Krajina v okolí Závišínského potoka je dlouhodobě využívána k intenzivnímu zemědělství. Pozemky přiléhající k vodnímu toku slouží převážně jako louky nebo pastviny, a díky jejich pravidelnému kosení se na nich zachovala bohatá společenstva bezkolencových a pcháčových luk.
V jižní části chráněného území se nachází rybník Luh, který existoval už v osmnáctém století. Při povodních v roce 2002 se protrhla jeho hráz, ale následujícího roku byla opravena. Po opravě došlo k intenzifikaci hospodaření, v jehož důsledku vymizely některé druhy obojživelníků a ptáků, a nežádoucí druhy ryb negativně ovlivnily společenstva v Závišínském potoce.
Chráněné území vyhlásil Krajský úřad Středočeského kraje v kategorii přírodní památka s účinností od 2. ledna 2014.

## Přírodní poměry
Přírodní památka s rozlohou 7,61 hektarů leží v nadmořské výšce 490–498 metrů v katastrálních územích Újezdec u Bělčic a Záhrobí. Tvoří ji část Závišínského potoka od hranice Středočeského a Jihočeského kraje k rybníku Luh. Území se částečně překrývá s rozsáhlejší stejnojmennou evropsky významnou lokalitou, která zasahuje i na území Středočeského kraje.

### Abiotické poměry
Geologické podloží tvoří horniny krystalinika zastoupené různými druhy granodioritu, které jsou překryty nezpevněnými říčními sedimenty. Z půdních typů převládají kambizemě, které místy přechází k pseudoglejím, a v zamokřených oblastech se vyvinul glej typický.
V geomorfologickém členění Česka přírodní památka leží v Blatenské pahorkatině, konkrétně v podcelku Horažďovická pahorkatina a okrsku Hvožďanská pahorkatina. Povrch okrsku má erozně denudační charakter se strukturními hřbety, suky a svědeckými vrchy. Území odvodňuje Závišínský potok, který se v Blatné vlévá do Lomnice. Potok má přirozené koryto s meandry a často se větví do více periodických ramen. Střídají se v něm úseky dna s kamenito-písčitým a hlinito-písčitým dnem.
V rámci Quittovy klasifikace podnebí se převážná část přírodní památky nachází v mírně teplé oblasti MT5, pro kterou jsou typické teploty −4 až −5 °C v lednu a 16 až 17 °C v červenci. Celkový úhrn srážek dosahuje 600–750 milimetrů. Letních dnů bývá třicet až čtyřicet, zatímco mrazových dnů 130–140. Sníh zde leží šedesát až sto dnů v roce. Průměrná roční teplota vzduchu je 7 °C a převládají zde severozápadní a západní směry větru.

### Flóra
Vzhledem k omezení přírodní památky na těsné okolí potoka a rybníka v ní nerostou hodnotnější druhy rostlin. Okrajově se vyskytují kozlík dvoudomý (Valeriana dioica) a kozlík výběžkatý (Valeriana excelsa). Před vyhlášením chráněného území byl přímo v potoce zaznamenán výskyt prameničky obecné (Fontinalis antipyretica), ale v roce 2013 žádná nalezena nebyla. Na okraji vodního toku rostou dřevinné porosty tvořené převážně olší lepkavou (Alnus glutinosa), vrbou křehkou (Salix euxina) a vrbou nachovou (Salix purpurea). Botanicky hodnotnější porosty se nacházejí v ochranném pásmu. Cenný luční porost je na pravém břehu potoka v blízkosti jeho ústí do rybníka Luh, kde roste silně ohrožený ptačinec bahenní (Stellaria palustris).

### Fauna
Ze vzácných druhů živočichů v Závišínském potoce žije populace raka říčního (Astacus astacus), jejíž početnost klesá směrem proti proudu potoka, a v horních částech evropsky významné lokality nebyla její přítomnost prokázána. Při ichtyologickém průzkumu bylo v roce 2011 nalezeno čtrnáct druhů ryb. Předmětem ochrany v evropsky významné lokalitě je vranka obecná (Cottus gobio), která vyžaduje dobře prokysličené přírodní toky s kamenitým dnem. Potok pro vranku představuje vhodné stanoviště, ale v oblasti přírodní památky byla v době jejího vyhlášení populace na hranici vymření. V lepším stavu byla populace ve středočeské části evropsky významné lokality, ale i tam docházelo k posunu věkové struktury ve prospěch dospělých jedinců. V podobném stavu se nacházela populace mihule potoční (Lampetra planeri).
Potok s rybníkem představují reprodukční stanoviště pro skokana hnědého (Rana temporaria), skokana zeleného (Pelophylax esculentus) a ropuchu obecnou (Bufo bufo). Z ostatních druhů vzácných a ohrožených živočichů na lokalitu zalétá za potravou ledňáček říční (Alcedo atthis), volavka popelavá (Ardea cinerea) a čáp černý (Ciconia nigra). Podél potoka i v oblasti rybníka byl zaznamenán pohyb minimálně jednoho jedince vydry říční (Lutra lutra) a hojně se vyskytovala užovka obojková (Natrix natrix).

### Ohrožení
Zemědělské využívání krajiny v těsné blízkosti toku vede ke zvýšenému obsahu živin v potoce a nepříznivě působí používání herbicidů typu Roundup při tzv. rychloobnově luk. Hlavním negativním faktorem jsou nežádoucí druhy ryb (okoun říční, střevlička východní a karas stříbřitý) nasazované do rybníka Luh, které z rybníka unikají proti proudu potoka a zásadně tak ovlivňují populace původních druhů. Vysazování polodivokých kachen vedlo k vymizení většiny ostatních druhů ptáků. Samotný rybník vytváří migrační bariéru, která brání komunikaci mezi populacemi mihulí pod nádrží a nad ní. V důsledku intenzivního hospodaření v rybníce došlo ke zhoršení kvality vody a degradaci litorálních porostů.